# 玛萨·罗德里格斯
玛萨·罗德里格斯（西班牙語：Masa Rodríguez，1957年4月12日—），西班牙女子曲棍球运动员。她曾代表西班牙国家队参加1992年夏季奥林匹克运动会曲棍球比赛，获得一枚金牌。